# Brit Awards de 1988
O Brit Awards de 1988 foi a 8ª edição do maior prêmio anual de música pop do Reino Unido. Eles são administrados pela British Phonographic Industry e ocorreram em 8 de fevereiro de 1988 no Royal Albert Hall em Londres. Este ano marcou a primeira apresentação do agora extinto prêmio Melhor Revelação Internacional.
A cerimônia de premiação, apresentada por Noel Edmonds, foi televisionada pela BBC.

## Performances
- Bananarama – "Love in the First Degree"
- Bee Gees – "You Win Again"
- Chris Rea – "Let's Dance"
- Pet Shop Boys with Dusty Springfield – "What Have I Done to Deserve This?"
- Rick Astley – "Never Gonna Give You Up"
- Terence Trent D'Arby – "Wishing Well"
- T'Pau – "China in Your Hand"
- The Who – "My Generation" / "Who Are You"

## Vencedores e nomeados
| Álbum Britânico do Ano | Produtor Britânico do Ano |
| --- | --- |
| - Sting – ...Nothing Like the Sun - George Michael – Faith - Pet Shop Boys – Actually - Swing Out Sister – It's Better to Travel - T'Pau – Bridge of Spies                       | - Stock Aitken Waterman - Alan Tarney - Brian Eno - Julian Mendelsohn - Paul Staveley O'Duffy |
| Single Britânico do Ano | Vídeo Britânico do Ano |
| - Rick Astley – "Never Gonna Give You Up" - Bananarama – "Love in the First Degree" - MARRS – "Pump Up the Volume" - Pet Shop Boys – "It's a Sin" - T'Pau – "China in Your Hand" | - New Order – "True Faith" |
| Artista Solo Masculino Britânico | Artista Solo Feminina Britânica |
| - George Michael - Chris Rea - Cliff Richard - Rick Astley - Steve Winwood | - Alison Moyet - Kate Bush - Kim Wilde - Samantha Fox - Sinitta |
| Grupo Britânico | Melhor Revelação Britânica |
| - Pet Shop Boys - Bee Gees - Def Leppard - Level 42 - Whitesnake | - Wet Wet Wet - Rick Astley - The Christians - Johnny Hates Jazz - T'Pau Eliminado - Black - Curiosity Killed the Cat - Living in a Box - Mel and Kim - Pepsi & Shirlie - The Proclaimers - Swing Out Sister |
| Contribuição Excepcional para a Música | Artista Solo Internacional |
| - The Who | - Michael Jackson - Luther Vandross - Madonna - Prince - Whitney Houston |
| Grupo Internacional | Melhor Revelação Internacional |
| - U2 - Bon Jovi - Fleetwood Mac - Heart - Los Lobos | - Terence Trent D'Arby - Beastie Boys - Bruce Willis - LL Cool J - Los Lobos |
| Gravação Clássica | Melhor Gravação de Trilha Sonora |
| - Vernon Handley - Andrew Davis - Bryden Thomson - Roger Norrington - Simon Rattle                                                                                               | - The Phantom of the Opera - Dirty Dancing - Follies - La Bamba - Les Miserables |